# Rue du Foin
Ne pas confondre avec l'ancienne rue du Foin-Saint-Jacques, qui était située sur la rive gauche de Paris, ou encore l'ancienne rue au Foin, absorbée par la rue du Pont-Neuf
La rue du Foin est une rue du 3e arrondissement de Paris, située dans le quartier du Marais, au nord de la place des Vosges.

## Situation et accès
Elle est desservie par la station de métro Chemin Vert.

## Origine du nom
Cette voie a été ouverte sur un terrain en pâturages sur lequel l'herbe était fauchée et séchée pour devenir du foin.

## Historique
La rue est ouverte en 1597 sur un terrain en pâturages qui faisait autrefois partie du parc de l'hôtel des Tournelles. L'ouverture de la rue fait partie du mouvement de lotissement des arrières de la place des Vosges, commencé sous Louis XIII et qui dure pendant tout le XVIIe siècle.

## Bâtiments remarquables et lieux de mémoire
- No 4 : dernière demeure de l'actrice Annie Girardot (1931-2011). Une plaque commémorative lui rend hommage.
- No 6 : vestige de l'hôtel de Tresmes, bâti sous le règne de Louis XIII. L'hôtel s'étendait jusqu'au 17, rue des Minimes[3].

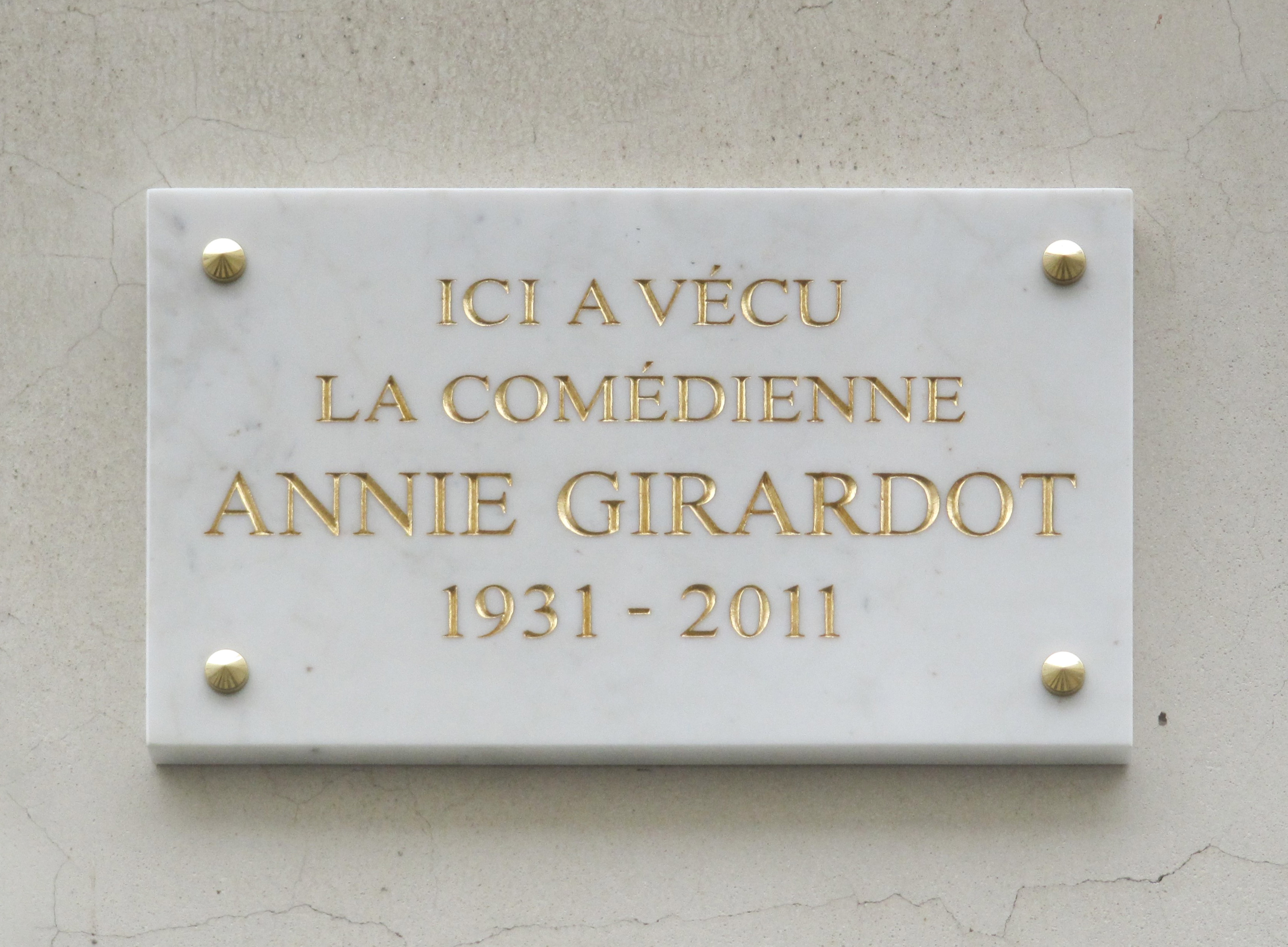
Plaque au no 4.
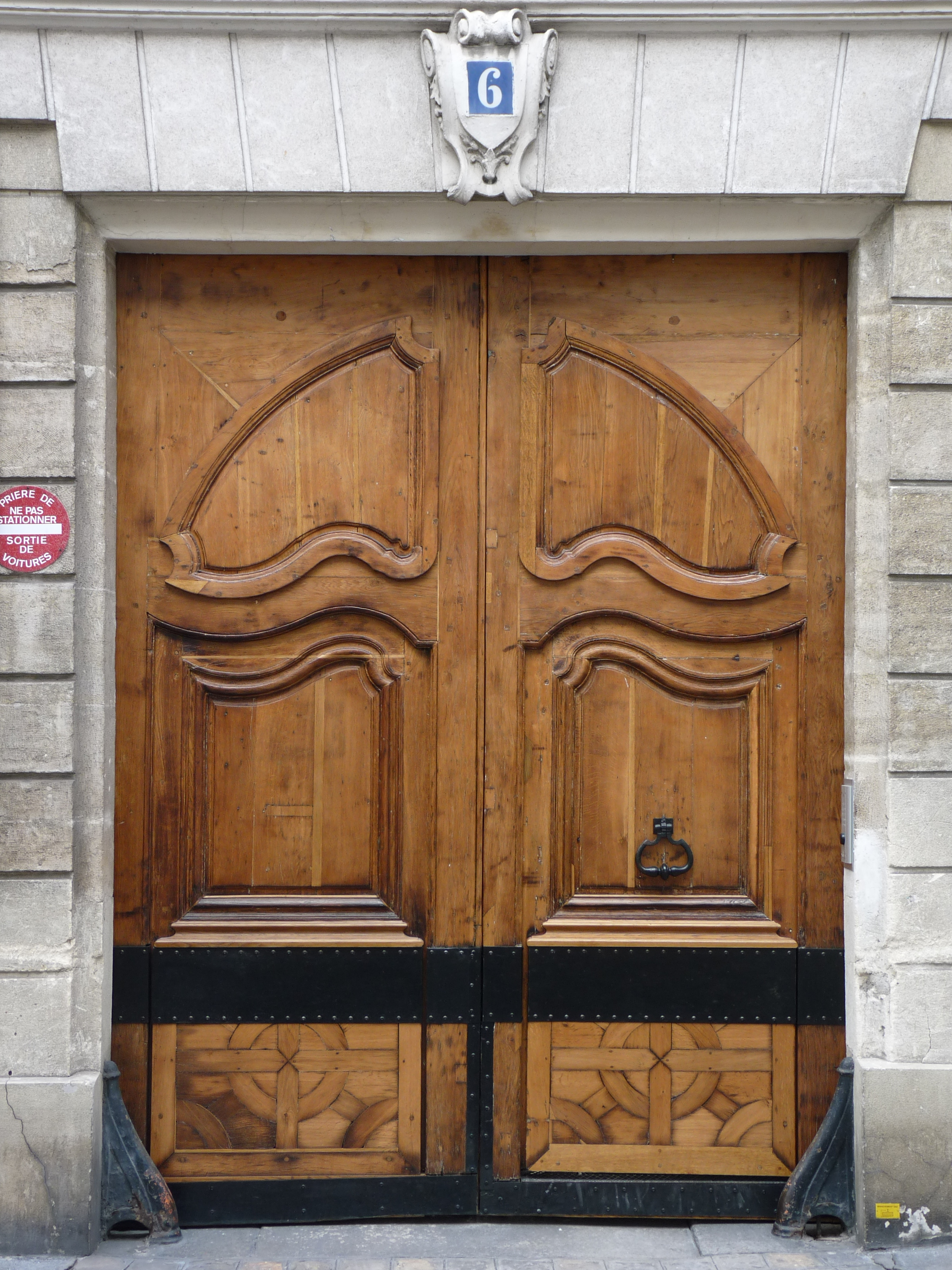
Portail du no 6.

## Pour approfondir